# 5 شعبان
- السبت
- الأحد
- الاثنين
- الثلاثاء
- الأربعاء
- الخميس
- الجمعة

- 2525 يناير 2025
- 2626 يناير 2025
- 2727 يناير 2025
- 2828 يناير 2025
- 2929 يناير 2025
- 3030 يناير 2025
- 131 يناير 2025
- 21 فبراير 2025
- 32 فبراير 2025
- 43 فبراير 2025
- 54 فبراير 2025
- 65 فبراير 2025
- 76 فبراير 2025
- 87 فبراير 2025
- 98 فبراير 2025
- 109 فبراير 2025
- 1110 فبراير 2025
- 1211 فبراير 2025
- 1312 فبراير 2025
- 1413 فبراير 2025
- 1514 فبراير 2025
- 1615 فبراير 2025
- 1716 فبراير 2025
- 1817 فبراير 2025
- 1918 فبراير 2025
- 2019 فبراير 2025
- 2120 فبراير 2025
- 2221 فبراير 2025
- 2322 فبراير 2025
- 2423 فبراير 2025
- 2524 فبراير 2025
- 2625 فبراير 2025
- 2726 فبراير 2025
- 2827 فبراير 2025
- 2928 فبراير 2025

5 شعبان أو 5 شعبان المُعَظّم أو يوم 5 \ 8 (اليوم الخامس من الشهر الثامن) هو اليوم الثاني عشر بعد المائتين (212) من أيَّام السنة (أو الثالث عشر بعد المائتين لو كان شهر جمادى الآخرة مُتممًا لليوم الثلاثين أو الرابع عشر بعد المائتين لو أتم كلاً من صفر وربيع الآخر وجمادى الآخرة ثلاثين يوماً) وفق التقويم الهجري القمري (العربي). يبقى بعده 142 أو 143 يومًا لانتهاء السنة.

## أحداث
- 646هـ - سقوط مدينة إشبيلية كبرى الحواضر الأندلسية في يد ملك مملكة قشتالة فرناندو الثالث.
- 907هـ - الإسبان يبدأون بحملة لتنصير كل المسلمين في غرناطة بعد انهيار الدولة الإسلامية في الأندلس.
- 1215هـ - الفرنسيون يعيدون تنظيم الديوان العام بالقاهرة وينتخبون منه ديوانًا مخصوصًا.
- 1243هـ - عقد معاهدة تركمانجاي بين الإمبراطورية الروسية والدولة القاجارية انهت الحرب الروسية الفارسية.
- 1247هـ - تأسيس مدرسة «جرّاح خانة عامرة» أو «كلية الجراحة» في عهد السلطان العثماني محمود الثاني لتخريج الأطباء الجرّاحين.
- 1338هـ - تأسيس البرلمان التركي، وتحتفل تركيا في هذا اليوم بعيدي السيادة الوطنية والطفولة.
- 1350هـ - توقيع معاهدة بين المملكة المتوكلية اليمنية والمملكة العربية السعودية وتمت الموافقة عليها بعد حوالي شهر.
- 1368هـ - جلاء الإيطاليين عن ليبيا، وإعلان استقلال برقة.
- 1376هـ -
  - وزير الداخلية الإسرائيلي يصدر أمراً نُشر في جريدة القدس اعتبر بموجبه المنطقة المحيطة بسور البلدة القديمة من القدس حديقة عامة، ويدخل في ذلك مقبرتي الرحمة وباب الأسباط.
  - استقلال غانا عن المملكة المتحدة.
- 1398هـ - انقلاب عسكري في موريتانيا ضد الرئيس المختار ولد داداه قام به الملازم أول المصطفي ولد محمد السالك.
- 1401هـ - مقاتلات إف-16 فايتينغ فالكون تابعة للقوات الجوية الإسرائيلية تقصف المفاعل النووي العراقي وذلك لمنع العراق من صناعة سلاح نووي.
- 1403هـ - الحكومة اللبنانية تعقد اتفاق مع إسرائيل التي وصل جيشها إلى بيروت، وقد حدد الاتفاق أسس التعامل بين الدولتين وعرف باسم معاهدة 17 أيار.
- 1412هـ - فرض حالة الطوارئ في الجزائر.
- 1419هـ -
  - قائد الجيش اللبناني العماد إميل لحود يتسلم السلطة في لبنان رئيسًا للجمهورية خلفًا للرئيس إلياس الهراوي.
  - رئيس السلطة الوطنية الفلسطينية ياسر عرفات يفتتح مطار غزة الدولي، وأول طائرة ركاب تصل من مصر.
- 1422هـ - إسرائيل تغتال قائد كتائب القسام في نابلس أيمن حلاوة بعد تفخيخ السيارة التي كان يستقلها.
- 1425هـ - محكمة سعودية تحكم على الأكاديمي سعيد بن زعير بالسجن 5 سنوات لإدانته بإثارة الفتنة والخروج على ولاة الأمر، وكان بن زعير قد قضى في السجن مدة 8 سنوات بدون توجيه تهمة إليه.
- 1429هـ - السلطات السورية تفرج بعفو رئاسي خاص عن المعارض السياسي عارف دليلة بعد قضائه 7 سنوات في السجن.
- 1433هـ - لجنة انتخابات الرئاسة المصرية تعلن فوز المرشح محمد مرسي برئاسة الجمهورية، ليكون أول رئيس لها بعد ثورة 25 يناير.
- 1437هـ - المجلس الوطني البرازيلي يُصوِّت بِأغلبيَّة أعضائه على عزل رئيسة الجُمهوريَّة ديلما روسيف عن منصبها بعد اتهامها بالفساد، ونائب الرئيس ميشال تامر يتولِّى القيام بِمهام الرئاسة، ليُصبح بذلك أوَّل شخص من أُصولٍ عربيَّة (لُبنانيَّة) يتولَّى هذا المنصب في البرازيل.

## مواليد
- 38هـ - علي بن الحسين السجاد، الإمام الرابع عند الشيعة الإثنا عشرية.
- 1349هـ -
  - صلاح جاهين، شاعر مصري.
  - سامي سرحان، ممثل مصري.
- 1353هـ - أحمد السعدون، سياسي كويتي.
- 1354هـ - إدوارد سعيد، مفكر أمريكي من أصل فلسطيني.
- 1359هـ - عبد الرحمن وحيد، رئيس إندونيسيا الرابع.
- 1362 هـ - بسام فرج، رسام كاريكاتير عراقي.
- 1370هـ -
  - ممدوح وافي، ممثل مصري.
  - بسمة بنت طلال، أميرة أردنية.
- 1373هـ - وليد توفيق، مغني لبناني.
- 1374هـ - خيرية المنصور، مخرجة عراقية.
- 1386هـ - نوال الكويتية، مغنية كويتية.
- 1397هـ - صاحب العبد الله، لاعب كرة قدم سعودي.
- 1401هـ - إيما شاه، ممثلة ومغنية كويتية.
- 1405هـ - كلوديا حنا، مغنية عراقية.

## وفيات
- 311هـ - أبو بكر الرازي، عالم وطبيب مسلم.
- 1043 هـ - أحمد بن علي الصفوري، عالم مسلم وأديب شامي.
- 1333 هـ - أبو القاسم الأوردبادي، فقيه جعفري وشاعر إيراني أذربيجاني.
- 1340 هـ - عدنان الغريفي، فقيه وشاعر وكاتب عراقي.
- 1368هـ - خليل مطران، شاعر وأديب لبناني.
- 1415هـ - عبد الجبار الرحبي، شاعر وكاتب سوري.
- 1422هـ - أيمن حلاوة، مجاهد فلسطيني وقائد كتائب القسام في نابلس.
- 1423هـ - محمد عباس الدراجي، شاعر وكاتب وصحفي عراقي.
- 1433هـ - يوسف داوود، ممثل مصري.
- 1437هـ - إبراهيم الديراوي، فقيه شيعي وشاعر عربي إيراني.

## وصلات خارجية
- موقع قصة الإسلام: حدث في شهر شعبان.